# Olad'i

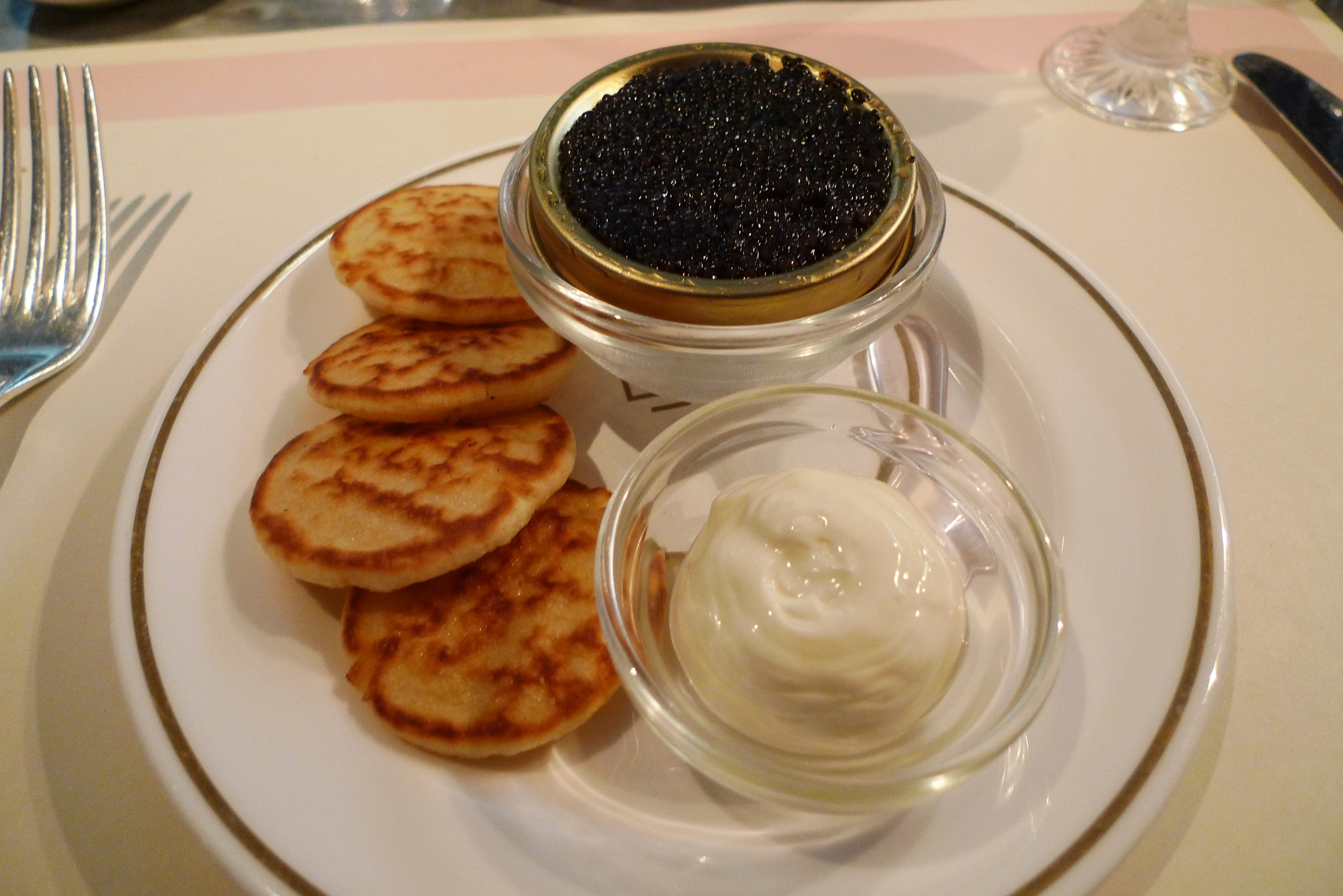
Olad'i con caviale nero e smetana

Gli olàd'i (in russo: ола́дьи) sono un tipo di bliný (prodotti culinari ottenuti da un impasto cotto in padella) a forma di focaccina tonda, fritti con l'aggiunta di olio vegetale o burro. Di solito nell'impasto si mette anche il bicarbonato di sodio o il lievito.

## Curiosità
- Il diminutivo singolare di olad'ja è oladuška, e "laduški-oladuški" (approssimativamente "manine-frittelline") è un gioco per bambini molto comune che si fa battendo le mani.

## Gli olad'i nella cultura
- Un racconto di Fazil Iskander si intitola “Gli olad'i del trentasettesimo anno”.